# Malostonski Kanal
Malostonski Kanal är en vik i Bosnien och Hercegovina, på gränsen till Kroatien. Den ligger i den södra delen av landet, 120 km sydväst om huvudstaden Sarajevo.